# Baureihe V320
De V320 is een op eigen risico door Henschel ontwikkelde en gebouwde zware zesassige dieselhydraulische locomotief bestemd voor het zware personen- en goederenvervoer.
De locomotief kan men beschouwen als een verdere ontwikkeling van de vierassige serie DB-Baureihe 216 met wie zij qua uiterlijk enige gelijkenis vertoonde. De loc beschikte over twee dieselmotoren die via cardanassen en een hydraulische overbrenging de beide drieassige draaistellen aandreven. Het vermogen van beide dieselmotoren lag op 1600 pk, welke later verhoogd werd tot 1900 pk.
De DB heeft deze loc wel van 1963 tot 1975 gehuurd van Henschel en ingedeeld in de serie V320 en later 232 (niet te verwarren met de latere Baureihe 232), maar zag af van een vervolgorder.
Sindsdien kwam de locomotief bij Hersfelder Eisenbahn GmbH als V30 en de TWE als V320. Sinds 1998 is deze locomotief in gebruik bij Wiebe.
Wel werd dit type locomotief de volgende locomotieven afgeleid voor de Russische spoorwegen (RZD) als ТГ400 en voor de Chinese spoorwegen als NY5, NY6 en NY7.

## Nummers
De locomotief werd als volgt genummerd.
- 1963 - 1976:
  - DB: V320 001, vanaf 1968: 232 001-8
- 1976 - 1986:
  - Hersfelder Eisenbahn GmbH: V30
- 1986 - 1998:
  - TWE: V320
- 1998 - nu:
  - Wiebe: 320 001-1